# Max Straus
Max Straus (geb. 27. Mai 1861 in Ulm; gest. nach 1939 in der Schweiz) war ein deutscher Unternehmer und Generalkonsul.

## Leben
1886 trat er in die väterliche Firma Bettfedernfabrik Straus & Cie. ein. 1898 kaufte er das Haus, genannt das Schlössle, von Dr. von Elsässer, Königlicher Leibarzt, als Sommerhaus. Dieses stellte er 1914 der Gemeinde für eine Kinderkrippe zur Verfügung. 1914 gehörte er zu den einfachen Millionären der Stadt Stuttgart. 
Max Straus war Königlich dänisch-isländischer Generalkonsul, Vorstand des Unions-Clubs, Mitglied der Israelitischen Oberkirchenbehörde und des Israelitischen Oberrats.
1939 ging er in die Schweiz.
Am 10. Dezember 1878 wurde sein Sohn Manfred Straus geboren. Er hatte einen weiteren Sohn namens Leo und eine Tochter, die mit Fritz Berlin verheiratet war.